# Ragazzi miei
Ragazzi miei (The Boys Are Back) è un film del 2009 diretto da Scott Hicks, ed è ispirato da una storia vera.

## Trama
Joe, giornalista sportivo, vive con sua moglie Katy e il piccolo Artie in Australia. La loro vita procede splendidamente fin quando non si scopre che Katy è malata di cancro e dopo una lunga lotta lei muore, lasciando il marito a doversi occupare da solo del bambino.
Dopo la morte della moglie, Joe cerca di fare del suo meglio per stare vicino a suo figlio che è rimasto profondamente sconvolto dalla morte della madre.
Durante un colloquio con i genitori Joe conosce Laura, la mamma di una compagna di classe di Artie, che lui all'inizio crede essere l'insegnante di suo figlio.
Tra i due nasce una profonda amicizia, e lei lo aiuta a occuparsi della casa e del bambino. Un giorno Joe riceve una telefonata dalla sua prima moglie, (esso infatti conobbe Katy durante una gara di equitazione in Gran Bretagna, tra i due scoppia la passione e lei rimane incinta. Lei è decisa a tenere il bambino e quindi va dai suoi genitori in Australia, e lui decide di andare con lei, lasciando la moglie e suo figlio Harry) e lei gli chiede se Harry può venire ad abitare da lui perché il figlio vuole conoscerlo.
Da quando è morta la moglie, Joe si è preso una pausa dal lavoro, ma ora il suo capo gli dà un ultimatum, o torna al lavoro o lo perderà.
Per motivi di lavoro deve allontanarsi da casa, ma purtroppo non può portare i figli con sé, e quindi con il loro consenso li lascia a casa da soli.
Una sera la casa di Joe viene invasa da un gruppo di ragazzi con cui Harry aveva fatto amicizia, impauriti Harry e Artie cercano di contattare il padre che però non risponde, perché ha perso il cellulare in una rissa dopo aver difeso una ragazza che era stata infastidita da un uomo.
Per fortuna il piccolo Artie riesce a chiamare i nonni che fanno scappare i ragazzi.
Joe si presenta alla casa della suocera per riprendersi i figli, e scopre che Harry è tornato dalla madre in Gran Bretagna, perché estremamente sconvolto.
Joe e Artie partono per la Gran Bretagna, per cercare di convincere Harry a tornare a casa.
Harry, pur volendo bene al piccolo Artie, è intenzionato a non voler tornare a casa con loro. Ma Joe non demorde e quindi si presenta a casa della madre di Harry, e lì scopre che è incinta di una bambina (Harry infatti non gli aveva detto niente), ma anche in quella occasione Harry gli dice di no.
La mattina dopo i due si apprestano a partire per ritornare in Australia, mentre Joe fa i biglietti Artie si allontana dal padre per poi ritornare con Harry, che nel frattempo aveva cambiato idea.
I tre tornano in Australia e si ritrovano a dover sopravvivere in una casa senza donne.

## Colonna sonora
- The Boys Are Back - Hal Lindes
- Fljotavik - Sigur Rós
- Water Fight - Hal Lindes
- All the Wild Horses - Ray LaMontagne
- Joe & Laura - Hal Lindes
- Katy's Garden - Hal Lindes
- This Wasted Life - Mayfield
- Joe's Office - Hal Lindes
- Family Photos - Hal Lindes
- Harry & Artie Home Alone - Hal Lindes
- The Fix - Elbow
- Journey to England - Hal Lindes
- Love Me, Chase Me - Carney
- Don't Abandon Us Now - Hal Lindes
- Paddington Farewell - Hal Lindes
- You Belong to Me - Carla Bruni
- Ara Batur - Sigur Rós

## Curiosità
- Il film è ispirato dalla storia vera di Simon Carr.